# パインズ
株式会社パインズ (PINES) とは、福岡県福岡市に本社を置く芸能事務所。1998年2月1日創業。

## 概要
福岡でラジオパーソナリティやシンガーソングライターとして活躍する米岡誠一が設立。主に地元で活躍するローカルタレントやナレーター、パーソナリティが多く在籍しており、中には東京や韓国で活躍する者もいる（正式にはかつて福岡で活動し、転居した今も身を置いている者である）。
その他、エフエム福岡や福岡放送、九州朝日放送を中心としたローカル番組の企画・制作、パンフレット等のいわゆる「紙媒体」の制作、また、若手の育成も行う。

## 主な所属タレント
- 米岡誠一（代表取締役兼務）
- 椎葉ユウ
- セバスティアン・プロー（セボ）
- 児玉育則
- スマイリー原島
- きょんちゃん
- 鬼橋美智子
- 田代奈々
- 明光院昌子
- 坂口カンナ
- 高橋巨典
- 田丸楓

### 業務提携タレント
- 柴原洋
- 西原さおり

## 現在制作に携わっている番組

### ラジオ
九州朝日放送（KBCラジオ）
- ツーレツヨネコ
- 9ヂカラ

fm fukuoka
- SUPER RADIO MONSTER ラジ★ゴン
- うわさの「」

### テレビ
以下の番組の音効を担当
- ナイトシャッフル（福岡放送）